# Hitorie
hitorie（日語：ヒトリエ）是日本的摇滚乐队，其前身Hitori-Atelier（日語：ひとりアトリエ）于2011年冬成立，2012年Shinoda加入后改名为hitorie。

## 概要
Hitorie為wowaka一手成立，2010年前後，wowaka以VocaloidP主之姿聞名於網路界，也在2011年發行了第一張Vocaloid完整專輯「アンハッピーリフレイン」，作品完成後，wowaka認為原先的作品風格已經暫時告一個段落，決定嘗試新的方向，且wowaka認為「自己創作的樂曲已經與自身的肉體產生分離，想要以自己的聲音來詮釋自己的作品。」於是下定決定創立屬於自己的樂團。
Hitorie建立初期即以wowaka為中心，Hitorie的作詞作曲幾乎都是由wowaka一人擔當，因此樂團風格延續了wowaka在Vocaloid時期的「少女觀」與「疾走感」，歌詞內容也多在描寫wowaka的世界觀。2019年，wowaka去世後，則改由剩下的三名成員擔當作詞作曲。
Hitorie的演唱會中，除了演奏樂團的曲子，也會演奏wowaka作詞作曲的VOCALOID原創曲。《アンノウン・マザーグース》、《日常と地球の額縁》與《ワールズエンド・ダンスホール》三首歌皆被樂團重新翻唱並音源化。另外《ローリンガール》的演唱會版本也有收錄在精選專輯中。演唱會影像中也有收錄部分wowaka的VOCALOID曲。

## 成员
- wowaka：團長、前主唱兼吉他手

同时也是使用VOCALOID进行创作的P主，並以「黑白色的MV」、「疾走感的歌詞」聞名於Vocaloid界。
音樂風格受到VOCALOID音樂圈與搖滾樂團Number Girl很大的影響，曾說過「母親是初音未來的話、父親就是Number Girl。」
2019年4月5日，因急性心臟衰竭過世，享年31歲。
- Shinoda（日語：シノダ）：主唱兼吉他手

2012年加入hitorie。原吉他手兼和聲，在wowaka去世後接替主唱兼吉他手一職。
在Hitorie活动前，曾以「衝動的人」（日語：衝動的の人）一名參與其他樂團，也成立「cakebox」發表原创歌曲或東方project二創歌曲。
曾在「JONNY」、「空色作戰」擔任吉他手。
- Ygarashy（日語：イガラシ）：贝斯手兼和声

屬於沉默系，在演唱會串場過程中不怎麼愛講話。
同時在「忘れらんねえよ」支援貝斯手一職
曾在「石鹼屋」、「JUDGEMENT」等樂團擔任過貝斯手。
- Yumao（日語：ゆーまお）：鼓手兼和声

喜歡《狼与香辛料》。
2009年下半年开始投稿VOCALOID创作。
参与过Jin（自然之敌P）、Kemu等Vocaloid P主的作品制作。
曾在擔任鼓手。

## 經歷
2011年冬，以wowaka為中心創立了獨立樂團「Hitori-Atelier」。 2012年，Shinoda加入后改名为「hitorie」。
2012年冬，在Comic Market，販賣樂團首張自主製作迷你專輯。
2013年4月，發表了自主製作EP「non-fiction four e.p.」。同年4月，舉辦了首場單獨演唱會「hitori-escape」。同年11月，在NicoNico舉辦首場網路直播演唱會「hitorie-scape -日常涩谷篇-」。

同年11月4日，宣布將於Sony Music Associated Records下成立自主唱片公司「非日常Records」並出道，正式進入主流音樂界。
2014年1月22日，出道後首張單曲發行。
2014年11月26日，首張完整專輯《WONDER and WONDER》發行。
2016年1月，首支動漫合作曲發布。
2019年4月5日，wowaka因急性心臟衰竭去世，享年31歳。全日本巡迴演唱會「Coyote Howling」中止，預定參加的音樂祭等也被迫取消參加。
2019年6月1日，wowaka追悼演唱會「wowaka追悼 於 新木場STUDIO COAST」舉行。團員首次以三人體制進行演唱會。
2020年8月19日，首張精選專輯《4》發行。
2021年2月17日，以Shinoda為主唱的首張專輯《REAMP》將發行。由樂團的三人作曲，並由Shinoda擔任作詞。

## 商業搭配
| 樂曲                     | 商業搭配                                                      | 時期   |
| ------------------------ | ------------------------------------------------------------- | ------ |
| ワンミーツハー           | 電視動畫《神聖之門》OP                                        | 2016年 |
| ポラリス                 | 電視動畫《慕留人-火影忍者新世代- (動畫)》ED                   | 2018年 |
| 3分29秒                  | 電視動畫《86—不存在的戰區—》第一季OP                          | 2021年 |
| 風、花                   | 電視動畫《舞動不止》ED                                        | 2022年 |
| オン・ザ・フロントライン | 電視動畫《無職轉生～到了異世界就拿出真本事～ (動畫)》第二季OP | 2024年 |

## 相关项目
- wowaka

### 采访
- MUSIC FREE MAGAZINE（2014年1月）
- WHAT's IN?（页面存档备份，存于）（2014年1月）
- HMV ONLINE（页面存档备份，存于） （2014年1月）
- Skream!（页面存档备份，存于）（2014年1月）
- natalie（页面存档备份，存于） （2014年2月）